# Андрианково (село, городской округ Клин)
Андрианково — село в Клинском районе Московской области. Входит в состав городского поселения Клин, Решоткинский территориальный отдел. 

## География
Расположена примерно в 7 км к юго-западу от центра города Клина. 

## История
Постановлением Губернатора Московской области от 25 декабря 2018 года № 673-ПГ категория населённого пункта изменена с «деревня» на «село».

## Население
| 2002 | 2006 | 2010 |
| ---- | ---- | ---- |
| 2    | ↗4   | ↗6   |